# Зольтендік
Зольтендік (нім. Soltendieck) — громада в Німеччині, розташована в землі Нижня Саксонія. Входить до складу району Ільцен. Складова частина об'єднання громад Ауе.
Площа — 34,01 км2. Населення становить 1038 ос. (станом на 31 грудня 2021).